# 오늘도 빵쇼!
오늘도 빵쇼!(포르투갈어: Osmar, a Primeira Fatia do Pão de Forma)는 2013년 11월 18일 브라질의 44 툰즈에서 제작한 애니메이션이다. 식빵 조각인 오스마(한국어판 이름: 오스타)를 중심으로 벌이는 코미디를 내용으로 담고 있다. 대한민국에서는 애니맥스로부터 한국어로 더빙되어 방영되고 있다.

## 줄거리
우유병과 시리얼 상자로 된 건물들과 빵 바구니 자동차들, 숟가락처럼 생긴 램프로 이루어진 아점시티. 그곳에서 오스타를 포함한 모든 빵들이 일하고, 공원에서 산책을 즐기고, 식당에 가서 웨이터에게 건강 유지를 위한 '베이킹 파우더'를 요청하는 등 인간처럼 살아가고 있다. 주인공 오스타는 분주한 아파트에 살고 있는 낙관적이면서도 자신감이 없는 식빵 조각이다. 그의 제일 친한 친구 무일푼의 바게티는 근심걱정이 없는 성격으로 경마, 페이스북 심지어 오스타가 큰 호감을 가지고 있는 이웃까지 오스타를 관리하려 한다.